# Pancho Saavedra
Francisco Javier Saavedra Guerra (Curicó, 25 de noviembre de 1977), también conocido como «Pancho» Saavedra, es un comunicador y presentador chileno.

## Biografía
En 1993, Francisco Saavedra apareció por primera vez en televisión, como público en el programa de Raúl Matas, Una vez más, donde participó de una rutina de hipnosis del español Tony Kamo. Luego, asistió a clases de actuación con la actrices Sandra Solimano, Violeta Vidaurre y Alicia Quiroga en la PUC Curicó.
Su debut en un programa de televisión ocurrió a principios de 2000, cuando se integró como panelista del programa Extra jóvenes de Chilevisión. En ese canal también participó en Panoramix.
En 2011 se integró a Canal 13, como panelista del programa de espectáculos Alfombra roja. En 2014 se convirtió en presentador del programa Lugares que hablan, en el mismo canal, donde visita y muestra diversos lugares de Chile. En 2017 estrenó su programa Contra viento y marea y fue coronado como «Rey Guachaca» con un 48,8 % de los votos. En 2018 presentó Ellos la hicieron.
Durante la pandemia de COVID-19, Saavedra lideró el proyecto digital Socios, junto al actor Jorge Zabaleta, el comediante Pedro Ruminot y el imitador Stefan Kramer. El éxito del espacio ha derivado en otros programas de televisión y presentaciones en vivo.
En 2021 incursiona en el medio radial con un espacio en Radio Pudahuel.
Pancho ha escrito tres libros, titulados Lugares que hablan, Lugares que hablan vol.2 y Luchadores,  basados en diferentes testimonios recogidos durante las grabaciones de Lugares que hablan.
En abril de 2023, tras la salida de Martín Cárcamo, Saavedra fue oficializado como el animador del Festival Internacional de la Canción de Viña del Mar para la edición de 2024, donde hizo dupla con María Luisa Godoy. En su edición debut, recibió varias críticas por su desempeño, aunque otros rostros lo han defendido.

## Vida personal
Estudió Comunicación Audiovisual con mención en cine documental en UNIACC. En 2015, en una entrevista para el programa Algo personal de UCV Televisión reveló que durante su época de estudiante universitario tuvo problemas de adicción a la cocaína.
En una ceremonia realizada el 24 de noviembre de 2018 en una viña de la ciudad de Curicó, región del Maule, se unió civilmente con el abogado Jorge Andrés Uribe Gervasi, funcionario del Ministerio Secretaría General de Gobierno de Chile durante la gestión ministerial de Cecilia Pérez Jara. Ha manifestado que su relación data de 2017 y que está muy enamorado.
En 2022, él anunció que junto a su pareja se convierten en padres de una niña llamada Laura, recibiendo muestras de apoyo en redes sociales.
En 2024, también anunció que se convertirían en padres de un niño llamado Emilio.

## Filmografía

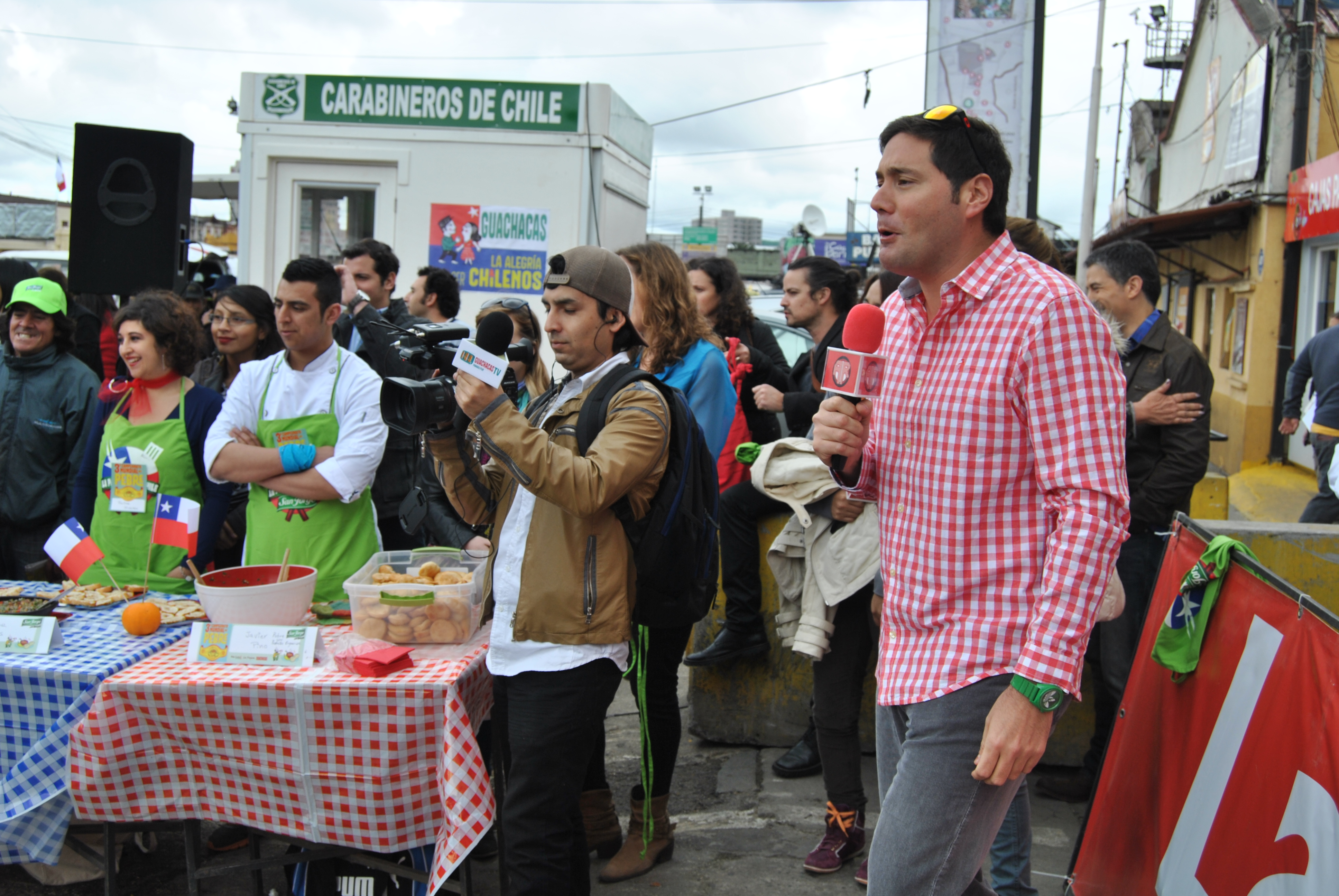
Saavedra como reportero del programa Alfombra roja (2013).

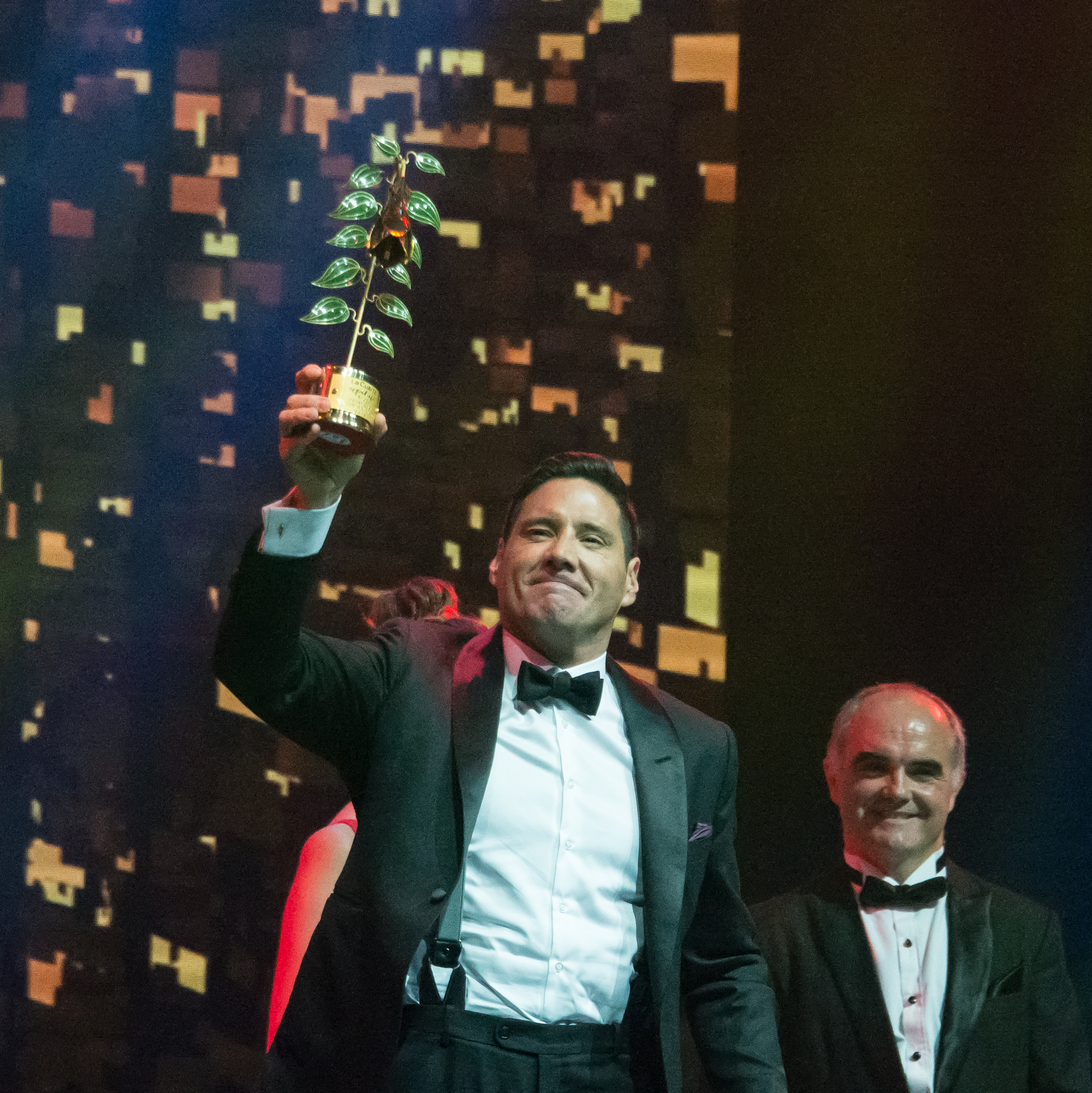
Saavedra con uno de los Copihue de Oro obtenidos en 2018

### Programas de televisión
- Extra jóvenes (2000)
- Juntos, el show de la mañana (2008)
- Viva la mañana (2009-2010)
- Alfombra roja (2011-2013)
- Bienvenidos (2011-2021, reemplazos)
- Lugares que hablan (2014-presente)
- Contra viento y marea (2017-presente)
- Lecciones de vida (2017)
- Festival de Dichato (2018)
- El sueño es mutuo (2018)
- Ellos la hicieron (2018)
- Festival de Las Condes (2019-2023)
- Chilenos que hablan (2019)
- Sigamos de largo (2019, reemplazo)
- Aquí somos todos (junio-agosto 2020)
- Socios de la parrilla (2022-presente)
- Socios por el mundo (2022-)
- Te paso a buscar (2022)
- Festival de Viña del Mar 2024 (2024)
- El lugar donde crecí (2024)

### Cine
- Papá al rescate (2022)
- Una película de zombies (2022)

### Avisos publicitarios
- Unimarc (2017-presente, junto a Jorge Zabaleta e Ignacio Román)[26]
- Anuncios del Gobierno de Chile (2018)
- Kino de Lotería (2018-presente)
- Omo (2020)
- Itaú (2023)

## Obras escritas
- Lugares que hablan: Diario de viajes de Pancho Saavedra (2017).
- Lugares que hablan vol. 2: Diario de viajes de Pancho Saavedra (2018).
- Luchadores (2021).

## Premios y nominaciones
| Año  | Premio         | Categoría                 | Resultado | Ref.   |
| ---- | -------------- | ------------------------- | --------- | ------ |
| 2012 | Copihue de Oro | Mejor opinólogo/a         | Ganador   | [ 27 ] |
| 2013 | Copihue de Oro | Mejor opinólogo/a         | Ganador   | [ 28 ] |
| 2014 | Copihue de Oro | Mejor opinólogo/a         | Ganador   | [ 29 ] |
| 2017 | Rey Guachaca   | El mismo                  | Ganador   | [ 30 ] |
| 2017 | Copihue de Oro | Mejor animador            | Nominado  | [ 31 ] |
| 2017 | Copihue de Oro | Personaje revelación      | Ganador   | [ 31 ] |
| 2017 | Copihue de Oro | Rey de los Copihue de Oro | Ganador   | [ 31 ] |
| 2018 | Copihue de Oro | Mejor animador            | Ganador   | [ 32 ] |
| 2018 | Copihue de Oro | Rey de los Copihue de Oro | Ganador   | [ 32 ] |